# کیوکو هیکامی
کیوکو هیکامی (انگلیسی: Kyōko Hikami; ۱۱ ژانویهٔ ۱۹۶۹ – ) صداپیشه اهل ژاپن بود.